# Giraldo de Merlo
Giraldo de Merlo (Flandes,1574 - Toledo, 1620) fou un escultor en la transició del Renaixement al Barroc espanyol. Va afaiçonar escultures de marbre per al Convento de San José d'Àvila, els retaules majors de les catedrals de Ciudad Real, Sigüenza i de l'església del Monestir de Guadalupe, així com vàries escultures a Toledo. Va ser col·laborador i amic personal de Jorge Manuel Theotocópuli, el fill d'El Greco.